# Слівіни (Поморське воєводство)
Слівіни (пол. Śliwiny, нім. Schliewen) — село в Польщі, у гміні Тчев Тчевського повіту Поморського воєводства.
Населення — 179 осіб (2011).
У 1975-1998 роках село належало до Гданського воєводства.

## Демографія
Демографічна структура станом на 31 березня 2011 року:
|          | Загалом | Допрацездатний вік | Працездатний вік | Постпрацездатний вік |
| -------- | ------- | ------------------ | ---------------- | -------------------- |
| Чоловіки | 95      | 25                 | 64               | 6                    |
| Жінки    | 84      | 19                 | 54               | 11                   |
| Разом    | 179     | 44                 | 118              | 17                   |